# Cão Raivoso (livro)
Cão Raivoso (Título original: Cujo) é um romance de terror psicológico escrito pelo estadunidense Stephen King, publicado pela Viking Press em 1981. O livro conta a história da família Trenton, de classe-média. Mundana conjugal e as dificuldades financeiras desgraçaram a vida de Vic Trenton e sua esposa, Donna. Seus problemas domésticos são aumentados pelo perigo mortal quando Donna e seu filho de quatro anos, Tad, são aterrorizados por um cão da raça São Bernardo chamado Cujo. O livro foi adaptado em 1983 para um filme homônimo.
Em seu livro autobiográfico, "On Writing", King disse que escreveu o livro durante o apogeu de seu período no abuso de drogas e álcool. Nesse livro, King escreveu que se lembra muito pouco do momento de escrita de "Cujo", um de seus desgostos.
Após seu lançamento inicial em 1981, o romance conquistou e manteve uma alta posição nas listas de best-sellers nos Estados Unidos. Alguns críticos criticaram o romance por seu final sombrio. O romance ganhou o British Fantasy Award em 1982.